# Little Men (1940)
Little Men is een Amerikaanse dramafilm uit 1940 onder regie van Norman Z. McLeod. Het scenario is gebaseerd op de gelijknamige roman uit 1871 van de Amerikaanse auteur Louisa May Alcott.

## Verhaal
Jo March en haar man leiden een school voor kansarme jongens. Jo verdedigt de straatjongen Dan, wanneer hij wordt beticht van een misdaad. Zijn pleegvader Burdle is een oplichter die samenwerkt met de crimineel Willie. Als de school door Dan in opspraak wordt gebracht, bedenken Burdle en Willie een list.

## Rolverdeling
| Acteur            | Personage       |
| ----------------- | --------------- |
| Kay Francis       | Jo              |
| Jack Oakie        | Willie          |
| George Bancroft   | Majoor Burdle   |
| Jimmy Lydon       | Dan             |
| Ann Gillis        | Nan             |
| Carl Esmond       | Professor Bhaer |
| Richard Nichols   | Teddy           |
| Casey Johnson     | Robby           |
| Francesca Santoro | Bess            |
| Johnny Burke      | Silas           |
| Lilian Randolph   | Asia            |
| Sammy McKim       | Tommy           |
| Edward Rice       | Demi            |
| Anne Howard       | Daisy           |
| Jimmy Zahner      | Jack            |